# Wim Van Belleghem
Willem "Wim" Van Belleghem, né le 10 juin 1963 à Bruges, est un rameur d'aviron belge.

## Carrière
Il remporte en skiff poids légers la médaille d'or aux Championnats du monde d'aviron 1987 à Copenhague, la médaille d'argent aux Championnats du monde d'aviron 1989 à Bled et aux Championnats du monde d'aviron 1990 en Australie, et la médaille de bronze aux Championnats du monde d'aviron 1991 à Vienne.
Il termine quatrième de la finale de deux sans barreur aux Jeux olympiques d'été de 1988 à Séoul et termine douzième en quatre de couple aux Jeux olympiques d'été de 1992 à Barcelone.